# Scaptodrosophila finitima
Scaptodrosophila finitima är en tvåvingeart som först beskrevs av Lamb 1914.  Scaptodrosophila finitima ingår i släktet Scaptodrosophila och familjen daggflugor. Inga underarter finns listade i Catalogue of Life.